# Petrykaŭ rajon
Petrykaŭ rajon (belarusiska: Петрыкаўскі раён: Petrykaŭski rajon, ryska: Petrikov rajon ryska: Петриковский район: Petrikovskij rajon) är ett distrikt i Belarus.   Det ligger i Homels voblast, i den centrala delen av landet, 190 km söder om huvudstaden Minsk. Petrykaŭ är distriktshuvudort.